# Can Figueras
Can Figueras (en catalán y oficialmente Can Figueres) es una localidad y pedanía española perteneciente al municipio de Gualba, en la provincia de Barcelona. Está situada en la parte este de la comarca del Vallés Oriental. A seis kilómetros del límite con la provincia de Gerona, cerca de esta localidad se encuentran los núcleos de La Llobregosa y Gualba capital.

## Demografía
Según el Instituto Nacional de Estadística de España, en el año 2021 Can Figueras contaba con 242 habitantes censados, lo que representa el 15,27% de la población total del municipio.

### Evolución de la población
| Gráfica de evolución demográfica de Can Figueras entre 2011 y 2021 |
|                                                                    |
| Datos según el nomenclátor publicado por el INE.                   |

## Comunicaciones
Algunas distancias entre Can Figueras y otras ciudades:
| Ciudades   | Distancia (km) |
| ---------- | -------------- |
| Gualba     | 1              |
| Granollers | 30             |
| Gerona     | 51             |
| Barcelona  | 55             |